# Norberto Scoponi
Norberto Hugo Scoponi (Rosario, 13 gennaio 1961) è un ex calciatore argentino, di ruolo portiere.

## Carriera

### Club
Inizia nelle giovanili del Newell's Old Boys, squadra della sua città natale, Rosario, debuttando in Primera División Argentina nel 1982. Nel 1987 la squadra vince il titolo nazionale, replicandolo nel 1990/'91 e nel Clausura 1992 sempre con Scoponi in porta. Nel 1994 il portiere si trasferisce in Messico, al Cruz Azul, dove rimane fino al 1997 totalizzando 66 presenze. Nel 1998 passa all'Independiente, che sarà l'ultimo club della sua carriera, terminata nel 2000.

### Nazionale
Nella nazionale di calcio argentina Scoponi ha vinto la Copa América 1993 e ha partecipato ai mondiali di Stati Uniti 1994, prendendo parte a entrambe le competizioni senza mai scendere in campo, in quanto portiere di riserva di Goycochea in Copa América e di Islas al mondiale statunitense.

## Palmarès

### Club

#### Competizioni nazionali
- Campionato argentino: 3

Newell's Old Boys: 1987-1988, 1990-1991, Clausura 1992

### Nazionale
- Coppa America: 1

Ecuador 1993